# Martin K. Speckter

De interrobang

Martin K. Speckter (14 juni 1915 – 14 februari 1988) is de bedenker van de interrobang (‽), een teken dat het vraagteken (?) en het uitroepteken (!) combineert. Als hoofd van een reclamebureau probeerde Speckter beide tekens in één symbool te combineren. De interrobang sloeg echter nooit helemaal aan en wordt zelden gebruikt.
Speckter was van 1956 tot 1959 hoofd van Martin K. Speckter Associates Incorporated, dat The Wall Street Journal, National Observer, Barrons Weekly en Dow Jones News Service als klant had. In 1969 fuseerde het reclamebureau met Clinton E. Krank Advertising. Daarnaast was Speckter van 1959 tot 1968 redacteur van Type Talks Magazine, waar hij ook voor schreef. In 1971 schreef hij Disquisition on the Composing Stick. In 1974 ging hij met pensioen.